# Silver Link
SILVER LINK., Inc. (株式会社シルバーリンク Kabushiki-gaisha Shirubā Rinku?) es un estudio de animación japonés, fundado en diciembre de 2007 por los antiguos miembros de Front Line (Y a su vez, Front Line se formó a partir de los antiguos miembros del personal de J.C.) con sede en Tokio.

## Establecimiento
Después del establecimiento de la compañía en 2007, Shin Ōnuma, quien anteriormente era director junto a los directores de Shaft, Akiyuki Shinbo y Tatsuya Oishi, se unió al estudio. La mayoría de las producciones de Silver Link han involucrado a Shin Ōnuma como director o codirector desde su incorporación al estudio. La compañía también posee dos subsidiarias: Beep, un estudio de animación de subcontratación, y Connect, un estudio que comenzó a coproducir series con Silver Link, y desde entonces se ha expandido para producir sus propios trabajos.
El 17 de julio de 2020, se anunció que Silver Link estaría absorbiendo a su subsidiaria, el estudio Connect. En consecuencia, este último estudio ha sido disuelto y sus propiedades intelectuales ahora han pasado a manos de los estudios Silver Link.
El 3 de agosto de 2020, se anunció que Asahi Broadcasting Group Holdings había adquirido a Silver Link.

## Trabajos

### Series de televisión
| Año  | Título | Director(es)                             | Fecha de primera transmisión | Fecha de última transmisión | Eps. | Notas | Refs.                |
| ---- | --- | ---------------------------------------- | ---------------------------- | --------------------------- | ---- | --- | -------------------- |
| 2009 | Tayutama: Kiss on my Deity                                                                                     | Keitarō Motonaga                         | 5 de abril de 2009           | 21 de junio de 2009         | 12   | Adaptación de la novela visual desarrollada por Lump of Sugar.                                                         |                      |
| 2010 | Baka to Test to Shōkanjū                                                                                       | Shin Ōnuma                               | 7 de enero de 2010           | 31 de marzo de 2010         | 12   | Adaptación de las novelas ligeras escritas por Kenji Inoue e ilustradas por Yui Haga.                                  | [ 3 ]                |
| 2011 | Baka to Test to Shōkanjū: Ni!                                                                                  | Shin Ōnuma                               | 8 de julio de 2011           | 30 de septiembre de 2011    | 13   | Secuela de Baka to Test to Shōkanjū                                                                                    |                      |
| 2011 | C³ | Shin Ōnuma                               | 1 de octubre de 2011         | 17 de diciembre de 2011     | 12   | Adaptación de las novelas ligeras escritas por Hazuki Minase e ilustradas por Sasorigatame.                            |                      |
| 2012 | Tasogare Otome × Amnesia                                                                                       | Shin Ōnuma Takashi Sakamoto              | 8 de abril de 2012           | 24 de junio de 2012         | 12   | Adaptación del manga escrito e ilustrado por Maybe.                                                                    |                      |
| 2012 | Chitose Get You!!                                                                                              | Takao Sano                               | 1 de julio de 2012           | 24 de diciembre de 2012     | 26   | Adaptación del manga yonkoma escrito e ilustrado Etsuya Mashima.                                                       |                      |
| 2012 | Kokoro Connect                                                                                                 | Shin Ōnuma Takashi Sakamoto              | 8 de julio de 2012           | 30 de septiembre de 2012    | 13   | Adaptación de las novelas ligeras escritas por Sadanatsu Anda e ilustradas por Yukiko Horiguchi.                       |                      |
| 2012 | Onii-chan dakedo Ai sae Areba Kankeinai yo ne!                                                                 | Keiichiro Kawaguchi                      | 5 de octubre de 2012         | 21 de diciembre de 2012     | 12   | Adaptación de las novelas ligeras escritas por Daisuke Suzuki e ilustradas por Gekka Urū.                              |                      |
| 2013 | Watashi ga Motenai no wa Dō Kangaetemo Omaera ga Warui!                                                        | Shin Ōnuma                               | 8 de julio de 2013           | 24 de septiembre de 2013    | 12   | Adaptación del manga escrito e ilustrado por Nico Tanigawa.                                                            |                      |
| 2013 | Fate/kaleid liner Prisma☆Illya                                                                                 | Shin Ōnuma Takashi Sakamoto Mirai Minato | 12 de julio de 2013          | 13 de septiembre de 2013    | 10   | Adaptación del manga escrito e ilustrado por Hiroshi Hiroyama.                                                         |                      |
| 2013 | Strike the Blood                                                                                               | Takao Sano Hideyo Yamamoto               | 4 de octubre de 2013         | 28 de marzo de 2014         | 24   | Adaptación de las novelas ligeras escritas por Gakuto Mikumo e ilustradas por Manyako. Coproducción junto a Connect.   | [ 4 ]                |
| 2013 | Non Non Biyori                                                                                                 | Shin'ya Kawatsura                        | 7 de octubre de 2013         | 23 de diciembre de 2013     | 12   | Adaptación del manga escrito e ilustrado por Atto.                                                                     | [ 5 ]                |
| 2014 | Nō-Rin | Shin Ōnuma                               | 10 de enero de 2014          | 28 de marzo de 2014         | 12   | Adaptación de las novelas ligeras escritas por Shirow Shiratori e ilustradas por Kippu.                                |                      |
| 2014 | Fate/kaleid liner Prisma☆Illya 2wei!                                                                           | Shin Ōnuma Masato Jinbo                  | 9 de julio de 2014           | 10 de septiembre de 2014    | 10   | Secuela de Fate/kaleid liner Prisma☆Illya.                                                                             |                      |
| 2014 | Rokujōma no Shinryakusha!?                                                                                     | Shin Ōnuma Jin Tamamura                  | 11 de julio de 2014          | 26 de septiembre de 2014    | 12   | Adaptación de las novelas ligeras escritas por Takehaya e ilustradas por Poco.                                         |                      |
| 2014 | Girl Friend Beta                                                                                               | Naotaka Hayashi                          | 13 de octubre de 2014        | 29 de diciembre de 2014     | 12   | Adaptación del videojuego para móviles desarrollado por CyberAgent.                                                    |                      |
| 2015 | Yuri Kuma Arashi                                                                                               | Kunihiko Ikuhara                         | 5 de enero de 2015           | 30 de marzo de 2015         | 12   | Historia original. |                      |
| 2015 | Chaos Dragon: Sekiryū Seneki                                                                                   | Hideki Tachibana Masato Matsune          | 2 de julio de 2015           | 17 de septiembre de 2015    | 12   | Basado en el juego de rol Chaos Dragon. Coproducción junto a Connect.                                                  |                      |
| 2015 | Non Non Biyori Repeat                                                                                          | Shin'ya Kawatsura                        | 6 de julio de 2015           | 21 de septiembre de 2015    | 12   | Secuela de Non Non Biyori.                                                                                             | [ 6 ]                |
| 2015 | Fate/kaleid liner Prisma☆Illya 2wei! Herz!                                                                     | Shin Ōnuma Masato Jinbo                  | 24 de julio de 2015          | 25 de septiembre de 2015    | 10   | Secuela de Fate/kaleid liner Prisma☆Illya 2wei!.                                                                       |                      |
| 2015 | Rakudai Kishi no Cavalry                                                                                       | Shin Ōnuma Jin Tamamura                  | 3 de octubre de 2015         | 19 de diciembre de 2015     | 12   | Adaptación de las novelas ligeras escritas por Riku Misora e ilustradas por Won. Coproducción junto a Nexus.           | [ 7 ]                |
| 2015 | Ore Ga Ojō-sama Gakkō ni "Shomin Sample" Toshite Rachirareta Ken                                               | Masato Jinbo                             | 7 de octubre del 2015        | 23 de diciembre del 2015    | 12   | Adaptación de las novelas ligeras escritas por Takafumi Nanatsuki.                                                     |                      |
| 2015 | Tai-Madō Gakuen 35 Shiken Shōtai                                                                               | Tomoyuki Kawamura                        | 7 de octubre del 2015        | 23 de diciembre del 2015    | 12   | Adaptación de las novelas ligeras escritas por Tōki Yanagimi e ilustradas por Kippu.                                   |                      |
| 2016 | Anne Happy♪ | Shin Ōnuma                               | 7 de abril de 2016           | 23 de junio de 2016         | 12   | Adaptación del manga escrito e ilustrado por Cotoji.                                                                   |                      |
| 2016 | Tanaka-kun wa Itsumo Kedaruge                                                                                  | Shin'ya Kawatsura                        | 9 de abril de 2016           | 25 de junio de 2016         | 12   | Adaptación del web manga escrito e ilustrado por Nozomi Uda.                                                           |                      |
| 2016 | Fate/kaleid liner Prisma☆Illya 3rei!                                                                           | Shin Ōnuma Masato Jinbo Ken Takahashi    | 6 de julio de 2016           | 21 de setiembre de 2016     | 12   | Secuela de Fate/kaleid liner Prisma☆Illya 2wei! Herz!.                                                                 |                      |
| 2016 | Ange Vierge | Masafumi Tamura                          | 9 de julio del 2016          | 24 de septiembre del 2016   | 12   | Basado en el juego de cartas coleccionables de Kadokawa y Sega. Coproducción junto a Connect.                          |                      |
| 2016 | Stella no Mahō                                                                                                 | Shin'ya Kawatsura                        | 3 de octubre de 2016         | 19 de diciembre de 2016     | 12   | Adaptación del manga yonkoma escrito e ilustrado por Cloba.U.                                                          |                      |
| 2016 | Brave Witches                                                                                                  | Kazuhiro Takamura                        | 6 de octubre de 2016         | 29 de diciembre de 2016     | 12   | Historia original. |                      |
| 2017 | Masamune-kun no Revenge                                                                                        | Mirai Minato                             | 5 de enero de 2017           | 23 de marzo de 2017         | 12   | Adaptación del manga escrito por Hazuki Takeoka e ilustrado por Tiv.                                                   | [ 8 ]                |
| 2017 | ChäoS;Child | Masato Jinbo                             | 11 de enero de 2017          | 29 de marzo de 2017         | 12   | Adaptación de la novela visual desarrollada por 5pb.                                                                   |                      |
| 2017 | Busō Shōjo Machiavellism                                                                                       | Hideki Tachibana                         | 5 de abril de 2017           | 21 de junio de 2017         | 12   | Adaptación del manga escrito por Yūya Kurokami e ilustrado por Karuna Kanzaki. Coproducción junto a Connect.           |                      |
| 2017 | Battle Girl High School                                                                                        | Noriaki Akitaya                          | 3 de julio de 2017           | 18 de septiembre de 2017    | 12   | Adaptación del videojuego homónimo.                                                                                    |                      |
| 2017 | Isekai Shokudō                                                                                                 | Masato Jinbo                             | 3 de julio de 2017           | 18 de septiembre de 2017    | 12   | Adaptación de las novelas ligeras escritas por Junpei Inuzuka e ilustradas por Katsumi Enami.                          |                      |
| 2017 | Imōto Sae Ireba Ii                                                                                             | Shin Ōnuma Jin Tamamura                  | 8 de octubre de 2017         | 24 de diciembre de 2017     | 12   | Adaptación de las novelas ligeras escritas por Yomi Hirasaka e ilustradas por Kantoku.                                 |                      |
| 2017 | Two Car | Masafumi Tamura                          | 8 de octubre de 2017         | 24 de diciembre de 2017     | 12   | Historia original. |                      |
| 2018 | Mitsuboshi Colors                                                                                              | Tomoyuki Kawamura                        | 7 de enero de 2018           | 25 de marzo de 2018         | 12   | Adaptación del manga escrito e ilustrado por Katsuwo.                                                                  |                      |
| 2018 | Death March Kara Hajimaru Isekai Kyōsōkyoku                                                                    | Shin Ōnuma                               | 11 de enero de 2018          | 29 de marzo de 2018         | 12   | Adaptación de las novelas ligeras escritas por Hiro Ainana e ilustradas por Shri. Coproducción junto a Connect.        |                      |
| 2018 | Butlers: Chitose Momotose Monogatari                                                                           | Ken Takahashi                            | 12 de abril de 2018          | 28 de junio de 2018         | 12   | Historia original. |                      |
| 2018 | Sunohara-sō no Kanrinin-san                                                                                    | Shin Ōnuma Mirai Minato                  | 5 de julio de 2018           | 20 de septiembre de 2018    | 12   | Adaptación del manga yonkoma escrito e ilustrado por Nekoume.                                                          |                      |
| 2019 | Circlet Princess                                                                                               | Hideki Tachibana                         | 8 de enero de 2019           | 26 de marzo de 2019         | 12   | Adaptación del videojuego desarrollado por DMM Games.                                                                  |                      |
| 2019 | Midara na Ao-chan wa Benkyō ga Dekinai                                                                         | Keisuke Inoue                            | 6 de abril de 2019           | 22 de junio de 2019         | 12   | Adaptación del manga escrito e ilustrado por Ren Kawahara.                                                             |                      |
| 2019 | Kenja no Mago                                                                                                  | Masafumi Tamura                          | 10 de abril de 2019          | 26 de junio de 2019         | 12   | Adaptación de las novelas ligeras escritas por Tsuyoshi Yoshioka e ilustradas por Seiji Kikuchi.                       | [ 9 ]                |
| 2019 | Nakanohito Genome [Jikkyōchū]                                                                                  | Shin Ōnuma                               | 7 de julio de 2019           | 22 de septiembre de 2019    | 12   | Adaptación del manga escrito e ilustrado por Osora.                                                                    |                      |
| 2020 | Itai no wa Iya nano de Bōgyoryoku ni Kyokufuri Shitai to Omoimasu.                                             | Shin Ōnuma Mirai Minato                  | 8 de enero de 2020           | 25 de marzo de 2020         | 12   | Adaptación de las novelas ligeras escritas por Yuumikan e ilustradas por Koin.                                         | [ 10 ]               |
| 2020 | Otome Game no Hametsu Flag Shika Nai Akuyaku Reijō ni Tensei Shiteshimatta...                                  | Keisuke Inoue                            | 4 de abril de 2020           | 20 de junio de 2020         | 12   | Adaptación de las novelas ligeras escritas por Satoru Yamaguchi e ilustradas por Nami Hidaka.                          | [ 11 ]               |
| 2020 | Maō Gakuin no Futekigōsha: Shijō Saikyō no Maō no Shiso, Tensei shite Shison-tachi no Gakkō e                  | Shin Ōnuma Masafumi Tamura               | 4 de julio de 2020           | 26 de septiembre de 2020    | 13   | Adaptación de las novelas ligeras escritas por Shu e ilustradas por Yoshinori Shizuma.                                 | [ 12 ]               |
| 2020 | Kimi to Boku no Saigo no Senjō, Arui wa Sekai ga Hajimaru Seisen                                               | Shin Ōnuma Mirai Minato                  | 7 de octubre de 2020         | 23 de diciembre de 2020     | 12   | Adaptación de las novelas ligeras escritas por Kei Sazane e ilustradas por Ao Nekonabe.                                | [ 13 ]               |
| 2021 | Non Non Biyori Nonstop                                                                                         | Shin'ya Kawatsura                        | 11 de enero de 2021          | 29 de marzo de 2021         | 12   | Secuela de Non Non Biyori Movie: Vacation.                                                                             | [ 14 ]               |
| 2021 | Otome Game no Hametsu Flag shika Nai Akuyaku Reijou ni Tensei shiteshimatta... X                               | Keisuke Inoue                            | 2 de julio de 2021           | 17 de septiembre de 2021    | 12   | Secuela de Otome Game no Hametsu Flag Shika Nai Akuyaku Reijō ni Tensei Shiteshimatta...                               | [ 15 ]               |
| 2021 | Meikyū Black Company                                                                                           | Mirai Minato                             | 9 de julio de 2021           | 24 de septiembre de 2021    | 12   | Adaptación del manga escrito e ilustrado por Yōhei Yasumura.                                                           | [ 16 ]               |
| 2021 | Jahy-sama wa Kujikenai!                                                                                        | Mirai Minato                             | 1 de agosto de 2021          | 18 de diciembre de 2021     | 20   | Adaptación del manga escrito e ilustrado por Wakame Konbu.                                                             |                      |
| 2021 | Sekai Saikō no Ansatsusha, Isekai Kizoku ni Tensei Suru                                                        | Masafumi Tamura                          | 6 de octubre de 2021         | 22 de diciembre de 2021     | 12   | Adaptación de las novelas ligeras escritas por Rui Tsukiyo e ilustradas por Reia. Coproducción junto a Studio Palette. | [ 17 ]               |
| 2021 | Deep Insanity: The Lost Child                                                                                  | Shin Ōnuma                               | 13 de octubre de 2021        | 29 de diciembre de 2021     | 12   | Basado en el juego para teléfonos móviles de Square Enix.                                                              | [ 18 ]               |
| 2022 | Shijō Saikyō no Daimaō, Murabito A ni Tensei Suru                                                              | Mirai Minato                             | 6 de abril de 2022           | 22 de junio de 2022         | 12   | Adaptación de las novelas ligeras escritas por Myōjin Katō e ilustradas por Sao Mizuno. Coproducción junto a Blade.    | [ 19 ]               |
| 2022 | Soredemo Ayumu wa Yosetekuru                                                                                   | Mirai Minato                             | 8 de julio de 2022           | 23 de septiembre de 2022    | 12   | Adaptación del manga escrito e ilustrado por Sōichirō Yamamoto.                                                        | [ 20 ]               |
| 2022 | Saikin Yatotta Maid ga Ayashii                                                                                 | Mirai Minato Misuzu Hoshino              | 23 de julio de 2022          | 8 de octubre de 2022        | 11   | Adaptación del manga escrito e ilustrado por Wakame Konbu. Coproducción junto a Blade.                                 | [ 21 ]               |
| 2023 | Maō Gakuin no Futekigōsha: Shijō Saikyō no Maō no Shiso, Tensei shite Shison-tachi no Gakkō e 2nd Season       | Shin Ōnuma Masafumi Tamura               | 8 de enero de 2023           | 24 de septiembre de 2023    | 12   | Secuela de Maō Gakuin no Futekigōsha: Shijō Saikyō no Maō no Shiso, Tensei shite Shison-tachi no Gakkō e               | [ 22 ]               |
| 2023 | Itai no wa Iya nano de Bōgyoryoku ni Kyokufuri Shitai to Omoimasu. II                                          | Shin Ōnuma                               | 11 de enero de 2023          | 20 de abril de 2023         | 12   | Secuela de Itai no wa Iya nano de Bōgyoryoku ni Kyokufuri Shitai to Omoimasu.                                          | [ 23 ] [ 24 ]        |
| 2023 | Masamune-kun no Revenge R                                                                                      | Mirai Minato                             | 3 de julio de 2023           | 18 de septiembre de 2023    | 12   | Secuela de Masamune-kun no Revenge.                                                                                    | [ 25 ]               |
| 2023 | LV1 Maō to One Room Yūsha                                                                                      | Keisuke Inoue                            | 3 de julio de 2023           | 18 de septiembre de 2023    | 12   | Adaptación del manga escrito e ilustrado por toufu. Coproducción junto a Blade.                                        | [ 26 ]               |
| 2023 | Ragna Crimson                                                                                                  | Ken Takahashi                            | 1 de octubre de 2023         | 31 de marzo de 2024         | 24   | Adaptación del manga escrito e ilustrado por Daiki Kobayashi.                                                          | [ 27 ] [ 28 ]        |
| 2023 | Tearmoon Teikoku Monogatari                                                                                    | Yūshi Ibe                                | 8 de octubre de 2023         | 24 de diciembre de 2023     | 12   | Adaptación de las novelas ligeras escritas por Nozomu Mochitsuki e ilustradas por Gilse.                               | [ 29 ]               |
| 2024 | Sasaki to Pī-chan                                                                                              | Mirai Minato                             | 5 de enero de 2024           | 22 de marzo de 2024         | 12   | Adaptación de las novelas ligeras escritas por Buncololi e ilustradas por Kantoku.                                     | [ 30 ]               |
| 2024 | Dosanko Gal wa Namara Menkoi                                                                                   | Mirai Minato Misuzu Hoshino              | 9 de enero de 2024           | 26 de marzo de 2024         | 12   | Adaptación del manga escrito e ilustrado por Kai Ikada. Coproducción junto a Blade.                                    | [ 31 ] [ 32 ]        |
| 2024 | Yozakura-san Chi no Daisakusen                                                                                 | Mirai Minato                             | 7 de abril de 2024           | 6 de octubre de 2024        | 27   | Adaptación del manga escrito e ilustrado por Hitsuji Gondaira.                                                         | [ 33 ] [ 34 ] [ 35 ] |
| 2024 | Maō Gakuin no Futekigōsha: Shijō Saikyō no Maōno Shiso, Tensei shite Shison-tachi no Gakkō e 2nd Season Part 2 | Shin Ōnuma Masafumi Tamura               | 13 de abril de 2024          | 25 de julio de 2024         | 12   | Secuela de Maō Gakuin no Futekigōsha: Shijō Saikyō no Maō no Shiso, Tensei shite Shison-tachi no Gakkō e 2nd Season.   | [ 36 ]               |
| 2024 | Kimi to Boku no Saigo no Senjō, Arui wa Sekai ga Hajimaru Seisen Season II                                     | Yuki Inaba                               | 10 de julio de 2024          | 26 de junio de 2025         | 12   | Secuela de Kimi to Boku no Saigo no Senjō, Arui wa Sekai ga Hajimaru Seise. Coproducción junto a Studio Palette.       | [ 37 ] [ 38 ]        |
| 2025 | Princession Orchestra                                                                                          | Shin Ōnuma                               | 6 de abril de 2025           | —                           | —    | Historia original. | [ 39 ] [ 40 ] [ 41 ] |
| 2025 | Busu ni Hanataba wo.                                                                                           | Mirai Minato                             | 4 de julio de 2025           | —                           | —    | Adaptación del manga escrito e ilustrado por Roku Sakura.                                                              | [ 42 ] [ 43 ]        |
| 2026 | Arne no Jikenbo                                                                                                | Keisuke Inoue                            | Enero de 2026                | —                           | —    | Adaptación del videojuego desarrollado por Harumurasaki.                                                               | [ 44 ]               |

### Películas
| Año  | Título                                                                                  | Director(es)      | Fecha de lanzamiento   | Duración | Notas | Refs.  |
| ---- | --------------------------------------------------------------------------------------- | ----------------- | ---------------------- | -------- | --- | ------ |
| 2017 | ChäoS;Child: Silent Sky                                                                 | Masato Jinbo      | 17 de junio de 2017    | 50m      | Silent Sky es una combinación de los episodios adicionales 13 y 14. |        |
| 2017 | Fate/kaleid liner Prisma☆Illya Movie: Sekka no Chikai                                   | Shin Ōnuma        | 26 de agosto de 2017   | 89m      | Una adaptación del arco flashback de Fate/kaleid liner Prisma☆Illya 3rei!. Los eventos, cronológicamente, ocurren antes de la primera serie de televisión Fate/kaleid liner Prisma☆Illya. |        |
| 2018 | Non Non Biyori Movie: Vacation                                                          | Shin'ya Kawatsura | 25 de agosto de 2018   | 71m      | Secuela de Non Non Biyori Repeat. |        |
| 2023 | Otome Game no Hametsu Flag Shika Nai Akuyaku Reijō ni Tensei Shiteshimatta... The Movie | Keisuke Inoue     | 8 de diciembre de 2023 | 90m      | Historia original de Otome Game no Hametsu Flag Shika Nai Akuyaku Reijō ni Tensei Shiteshimatta... X.                                                                                     | [ 45 ] |

### ONAs
| Año  | Título                                                                             | Director(es)              | Fecha de primera transmisión | Fecha de última transmisión | Eps. | Notas | Refs. |
| ---- | ---------------------------------------------------------------------------------- | ------------------------- | ---------------------------- | --------------------------- | ---- | --- | ----- |
| 2009 | Baka to Test to Shōkanjū: Mondai - Christmas ni Tsuite Kotae Nasai                 | Shin Ōnuma                | 24 de diciembre de 2009      | 24 de diciembre de 2009     | 1    | Episodio especial. |       |
| 2010 | Baka to Test to Shōkanjū: Matsuri - Sentaku ni Yotte Tenkai ga Kawaru "LIPS Eizou" | Shin Ōnuma                | 29 de agosto de 2010         | 29 de agosto de 2010        | 1    | Un video promocional que se mostró al público en Comiket 78, se subió a YouTube y se publicó en el sitio web oficial. |       |
| 2012 | Kyō no Asuka Show                                                                  | Masato Jinbo Masashi Kudō | 3 de agosto de 2012          | 5 de enero de 2013          | 20   | Adaptación del manga escrito e ilustrado por Taishi Mori.                                                             |       |
| 2014 | Bonjour Sweet Love Patisserie                                                      | Noriaki Akitaya           | 10 de octubre de 2014        | 20 de marzo de 2015         | 24   | Adaptación del videojuego para móviles. Coproducción junto a Connect.                                                 |       |
| 2016 | Tanaka-kun wa Itsumo Kedaruge                                                      | Shin'ya Kawatsura         | 7 de abril de 2016           | 1 de julio de 2016          | 35   | Una serie de cortos con los personajes de Tanaka-kun wa Itsumo Kedaruge en forma de chibi.                            |       |
| 2017 | Imōto Sae Ireba Ii. (ONA)                                                          | Desconocido               | 8 de octubre de 2017         | 10 de diciembre de 2017     | 6    | Una serie de cortos con los personajes de Imōto Sae Ireba Ii en forma de chibi.                                       |       |

### OVAs
| Año  | Título                                                                              | Director(es)                  | Fecha de primera transmisión | Fecha de última transmisión | Eps. | Notas | Refs.  |
| ---- | ----------------------------------------------------------------------------------- | ----------------------------- | ---------------------------- | --------------------------- | ---- | --- | ------ |
| 2011 | Baka to Test to Shōkanjū: Matsuri                                                   | Shin Ōnuma                    | 23 de febrero de 2011        | 30 de marzo de 2011         | 2    | Episodios especiales.                                                                                           |        |
| 2012 | Otome wa Boku ni Koishiteru: Futari no Elder                                        | Shin'ya Kawatsura             | 30 de julio de 2012          | 1 de octubre de 2012        | 3    | Adaptación de la novela visual desarrollada por Caramel Box.                                                    |        |
| 2013 | Asako Get You!!                                                                     | Takao Sano                    | 26 de enero de 2013          | 26 de enero de 2013         | 2    | Anime no emitido incluido con la edición limitada del noveno volumen del manga.                                 |        |
| 2013 | Kira Kira 5th Anniversary Live Anime: Kick Start Generation                         | Ken Takahashi                 | 27 de marzo de 2013          | 27 de marzo de 2013         | 1    | Adaptación de la novela visual desarrollada por Overdrive.                                                      |        |
| 2014 | Fate/kaleid liner Prisma☆Illya: Undōkai de Dance!                                   | Mirai Minato Takashi Sakamoto | 10 de marzo de 2014          | 10 de marzo de 2014         | 1    | Episodio especial.                                                                                              |        |
| 2014 | Non Non Biyori: Okinawa e Ikukoto ni Natta                                          | Shin'ya Kawatsura             | 23 de julio de 2014          | 23 de julio de 2014         | 1    | Episodio especial incluido en el séptimo volumen del manga.                                                     |        |
| 2014 | Alice in Borderland                                                                 | Hideki Tachibana              | 15 de octubre de 2014        | 16 de febrero de 2015       | 3    | Adaptación del manga escrito e ilustrado por Haro Aso. Coproducción junto a Connect.                            |        |
| 2014 | Watashi ga Motenai no wa Dō Kangaetemo Omaera ga Warui!: Motenaishi, Nazomeite Miru | Shin Ōnuma                    | 22 de octubre de 2014        | 22 de octubre de 2014       | 1    | Decimotercer episodio del anime incluido con la primera edición especial limitada del séptimo volumen de manga. |        |
| 2014 | Strike Witches: Operation Victory Arrow                                             | Kazuhiro Takamura             | 12 de diciembre de 2014      | 31 de julio de 2015         | 3    | Secuela de Strike Witches 2                                                                                     |        |
| 2015 | Fate/kaleid liner Prisma☆Illya 2wei!: Mahō Shōjo in Onsen Ryokō                     | Shin Ōnuma Masato Jinbo       | 25 de julio de 2015          | 25 de julio de 2015         | 1    | Episodio especial.                                                                                              |        |
| 2015 | Strike the Blood: Valkyria no Ōkoku-hen                                             | Hideyo Yamamoto               | 25 de noviembre de 2015      | 23 de diciembre de 2015     | 2    | Secuela de Strike the Blood. Coproducción junto a Connect.                                                      | [ 46 ] |
| 2016 | Non Non Biyori Repeat: Hotaru ga Tanoshinda                                         | Shin'ya Kawatsura             | 23 de septiembre de 2016     | 23 de septiembre de 2016    | 1    | Episodio especial.                                                                                              |        |
| 2016 | Strike the Blood II                                                                 | Hideyo Yamamoto               | 23 de noviembre de 2016      | 24 de mayo de 2017          | 8    | Secuela de Strike the Blood: Valkyria no Ōkoku-hen. Coproducción junto a Connect.                               |        |
| 2017 | Busō Shōjo Machiavellism: Doki! "Goken-darake" no Ian Ryokō                         | Hideki Tachibana              | 25 de noviembre de 2017      | 25 de noviembre de 2017     | 1    | Decimotercer episodio original incluido con el 7º volumen de edición limitada del manga.                        |        |
| 2018 | Masamune-kun no Revenge OVA                                                         | Mirai Minato                  | 27 de julio de 2018          | 27 de julio de 2018         | 1    | Episodio especial incluido con el décimo volumen del manga.                                                     |        |
| 2018 | Strike the Blood III                                                                | Hideyo Yamamoto               | 19 de diciembre de 2018      | 25 de septiembre de 2019    | 10   | Secuela de Strike the Blood II. Coproducción junto a Connect.                                                   | [ 47 ] |
| 2020 | Nakanohito Genome [Jikkyōchū]: Knots of Memories                                    | Shin Ōnuma                    | 27 de febrero de 2020        | 27 de febrero de 2020       | 1    | Historia original de Nakanohito Genome [Jikkyōchū].                                                             |        |
| 2021 | Otome Game no Hametsu Flag Shika Nai Akuyaku Reijō ni Tensei Shiteshimatta... OVA   | Keisuke Inoue                 | 30 de septiembre de 2021     | 30 de septiembre de 2021    | 1    | OVA incluida con el séptimo volumen de edición limitada del manga.                                              |        |
| 2022 | Non Non Biyori Nonstop: Bukatsu wo Ganbatta                                         | Shin'ya Kawatsura             | 23 de marzo de 2022          | 23 de marzo de 2022         | 1    | Secuela de Non Non Biyori Nonstop.                                                                              |        |

### Especiales
| Año  | Título                                                                      | Director(es)                          | Fecha de primera transmisión | Fecha de última transmisión | Eps. | Notas | Refs. |
| ---- | --------------------------------------------------------------------------- | ------------------------------------- | ---------------------------- | --------------------------- | ---- | --- | ----- |
| 2009 | Tayutama: Pure My Heart                                                     | Keitarō Motonaga                      | 25 de junio de 2009          | 25 de noviembre de 2009     | 6    | Especiales incluidos en el lanzamiento del BD/DVD.                                                                             |       |
| 2010 | Baka to Test to Shōkanjū Specials                                           | Shin Ōnuma                            | 23 de abril de 2010          | 22 de septiembre de 2010    | 6    | Episodios especiales. |       |
| 2011 | Baka to Test to Shōkanjū: Matsuri - Sentakushi Ikou nomi                    | Shin Ōnuma                            | 23 de febrero de 2011        | 30 de marzo de 2011         | 6    | Especiales incluidos en el lanzamiento del BD/DVD.                                                                             |       |
| 2011 | Baka to Test to Shōkanjū: Spinout! Sore ga Bokura no Nichijou               | Shin Ōnuma                            | 21 de septiembre de 2011     | 22 de febrero de 2012       | 6    | Especiales incluidos en el lanzamiento del BD/DVD.                                                                             |       |
| 2011 | Baka to Test to Shōkanjū Ni!: Mahou Hideyoshi Hideyoshi                     | Shin Ōnuma                            | 26 de octubre de 2011        | 26 de octubre de 2011       | 1    | Especial incluido en el lanzamiento del BD/DVD.                                                                                |       |
| 2012 | C³: Rikan Gakkou Confussion!                                                | Shin Ōnuma                            | 25 de abril de 2012          | 25 de abril de 2012         | 1    | Episodio no emitido incluido con el quinto volumen del Blu-ray.                                                                |       |
| 2012 | Kokoro Connect: Michi Random                                                | Shin Ōnuma Shin'ya Kawatsura          | 19 de noviembre de 2012      | 10 de diciembre de 2012     | 4    | Episodios finales de Kokoro Connect.                                                                                           |       |
| 2012 | Tasogare Otome × Amnesia: Taima Otome                                       | Shin Ōnuma Takashi Sakamoto           | 28 de noviembre de 2012      | 28 de noviembre de 2012     | 1    | Episodio especial. |       |
| 2012 | Onii-chan dakedo Ai sae Areba Kankeinai yo ne! Specials                     | Keiichiro Kawaguchi                   | 26 de diciembre de 2012      | 29 de mayo de 2013          | 6    | Especiales incluidos en el lanzamiento del BD/DVD.                                                                             |       |
| 2013 | Fate/kaleid liner Prisma☆Illya Specials                                     | Mirai Minato Takashi Sakamoto         | 27 de septiembre de 2013     | 31 de enero de 2014         | 5    | Especiales incluidos en el quinto volumen del BD/DVD.                                                                          |       |
| 2014 | Fate/kaleid liner Prisma☆Illya 2wei! Specials                               | Shin Ōnuma Masato Jinbo               | 26 de septiembre de 2014     | 30 de enero de 2015         | 5    | Cortos incluidos en el lanzamiento del BD/DVD.                                                                                 |       |
| 2015 | Fate/kaleid liner Prisma☆Illya 2wei! Herz! Specials                         | Shin Ōnuma Masato Jinbo               | 25 de septiembre de 2015     | 29 de enero de 2016         | 5    | Especiales incluidos en el lanzamiento del BD/DVD.                                                                             |       |
| 2016 | Ore Ga Ojō-sama Gakkō ni "Shomin Sample" Toshite Rachirareta Ken Specials   | Masato Jinbo                          | 6 de enero de 2016           | 2 de junio de 2016          | 6    | Cortos incluidos en el lanzamiento del BD/DVD.                                                                                 |       |
| 2016 | Tanaka-kun wa Itsumo Kedaruge Specials                                      | Shin'ya Kawatsura                     | 24 de junio de 2016          | 22 de diciembre de 2016     | 7    | Especiales incluidos en el lanzamiento del BD/DVD.                                                                             |       |
| 2016 | Fate/kaleid liner Prisma☆Illya 3rei! Specials                               | Shin Ōnuma Masato Jinbo Ken Takahashi | 30 de septiembre de 2016     | 24 de febrero de 2017       | 6    | Especiales incluidos en el lanzamiento del BD/DVD.                                                                             |       |
| 2017 | ChäoS;Child Episode 0                                                       | Masato Jinbo                          | 11 de enero de 2017          | 11 de enero de 2017         | 1    | Una recapitulación de ChäoS; HEAd que se emitió junto con el episodio 1 de ChäoS; Child como parte de un especial de una hora. |       |
| 2017 | Stella no Mahō Specials                                                     | Shin'ya Kawatsura                     | 24 de febrero de 2017        | 24 de marzo de 2017         | 2    | Especiales incluidos en el lanzamiento del tercer y cuarto volumen del BD/DVD.                                                 |       |
| 2017 | Brave Witches: Petersburg Daisenryaku                                       | Kazuhiro Takamura                     | 25 de agosto de 2017         | 25 de agosto de 2017        | 1    | Historia original. |       |
| 2018 | Imōto Sae Ireba Ii. (ONA) Specials                                          | Shin Ōnuma Jin Tamamura               | 26 de enero de 2018          | 23 de marzo de 2018         | 2    | Especiales incluidos en el lanzamiento del BD/DVD.                                                                             |       |
| 2018 | Fate/kaleid liner Prisma☆Illya Movie: Sekka no Chikai - Kuro Sakura no Heya | Shin Ōnuma                            | 31 de enero de 2018          | 31 de enero de 2018         | 1    | Especial incluido en el Blu-ray de Fate/kaleid liner Prisma☆Illya Movie: Sekka no Chikai.                                      |       |